# Singer 10/25
Der Singer 10/25 war ein Mittelklassewagen, den der Automobilhersteller Singer von 1925 bis 1928 baute.
Der Wagen hatte einen Vierzylinder-Reihenmotor mit 1308 cm³ Hubraum (Bohrung × Hub = 63 mm × 105 mm), der 26 bhp (19 kW) leistete. Der Motor hatte erstmals bei Singer hängende Ventile und eine untenliegende Nockenwelle. Der Wagen hatte vorne und hinten Starrachsen, die an viertelelliptischen Längsblattfedern aufgehängt waren.
Der Singer 10/25 war als viersitziger Tourenwagen, zweisitziger Sports Tourer (Roadster) oder viersitzige Limousine erhältlich.
1928 wurde das Modell 10/25 durch den Singer Senior ersetzt.